# Болезнь Краббе
Боле́знь Кра́ббе (галактозилцерамидный липидоз) — редкое наследственное заболевание из группы лизосомных болезней накопления, при котором поражается миелиновая оболочка нервных волокон. Оно обусловлено дефицитом фермента - галактозидазы цереброзидов, осуществляющей второй этап катаболизма сульфатидом; накапливаются галактозилцерамид и галактозилсфингозин. Наследуется аутосомно-рецессивно. Болезнь названа в честь датского невролога Кнуда Гаральдсена Краббе, который описал её в 1916 году.

## Эпидемиология
Частота болезни Краббе составляет 1 на 100000 новорождённых в США, 2 на 100000 — в скандинавских странах и самая высокая среди палестинских арабов — 1 на 6000. Заболевание также встречается у кошек и собак, особенно у вест-хайленд-уайт-терьеров и керн-терьеров.

## Этиология
Болезнь Краббе вызвана мутациями в GALC гене, расположенном на 14 хромосоме (14q31), которые приводят к недостаточности фермента галактоцереброзидазы. В результате в бимолекулярном слое миелина происходит накопление предшественника галактоцереброзида — галактозилцерамида (психозина), который вызывает гибель олигодендроцитов и распад миелинового волокна с образованием характерных включений — глобоидных клеток.

## Клиническая картина
Болезнь Краббе обычно начинает проявляться в 3-6 месяцев жизни. Первыми симптомами бывают немотивированное повышение температуры тела, гипервозбудимость, нарушения вскармливания, ригидность конечностей, судороги, рвота, отставание в психомоторном развитии. В дальнейшем мышечный тонус нарастает до опистотонуса, происходит прогрессирующее снижение интеллекта и зрения. Поздние формы заболевания (ювенильная и взрослая) характеризуются более медленным прогрессированием.

## Диагностика
При морфологическом исследовании определяется скопление шарообразных крупных многоядерных клеток (глобоидных) в участках демиелинизации. 
Проводят магнитно-резонансную томографию с целью уточнения локализации и специфики поражения.

## Прогноз
Новорождённые с болезнью Краббе погибают обычно в течение 2-х лет. При поздних формах заболевания с медленным прогрессированием продолжительность жизни значительно больше.

## Лечение
Трансплантация костного мозга на ранних стадиях заболевания позволяет снизить тяжесть заболевания и уменьшить клинические проявления. Публикация в Медицинском журнале Новой Англии от 2005 года сообщает, что трансплантация пуповинной крови успешно останавливает болезнь, но только в том случае, если проводится до появления явных симптомов.